# Трістрам Шенді
«Трістрам Шенді» (англ. The Life and Opinions of Tristram Shandy, Gentleman, укр. Життя і думки Трістрама Шенді, джентльмена) — незакінчений дев'ятитомний гумористичний роман Лоренса Стерна, найвідоміший твір письменника. Оповідає про життя і пригоди вигаданого персонажа Трістрама Шенді від його народження до 5 років. 
Перший том опубліковано у 1759 році, останній — у 1767.

## Сюжет
На початку роману оповідач попереджає читача, що в своїх нотатках не дотримуватиметься жодних правил написання літературного твору, не буде дотримуватися законів жанру та хронології.
Трістрам Шенді народився 5-го листопада 1718 року, але його пригоди, за його власними словами, розпочалися рівно дев'ять місяців тому, під час запліднення, тому що мати, яка знала про незвичайну пунктуальність батька, в найбільш неслушний момент поцікавилась, чи не забув той завести годинник. Герой гірко шкодує, що народився на грішній Землі, а не на Місяці або, скажімо, на Венері. Трістрам докладно розповідає про свою родину, стверджуючи, що всі Шенді дивакуваті. Багато сторінок він присвячує своєму дядькові Тобі, невтомному воякові, дивацтва якого стали причиною поранення в пах під час облоги Намюра. Цей джентльмен чотири роки не міг оговтатися від поранення. Він дістав карту Намюра та, не встаючи з ліжка, розігрував всі перипетії битви. Його слуга Трім, колишній капрал, запропонував господареві поїхати у село, де той володів декількома акрами землі, і на місцевості збудувати усі фортифікації, і тоді дядькове захоплення мало б ширші можливості.
Шенді описує історію шлюбного договору матері. За його умовами дитина неодмінно повинна була народитися в селі, в маєтку Шенді-хол, а не в Лондоні, де допомогу породіллі могли б надати досвідчені лікарі. Це зіграло велику роль в житті Трістрама і, зокрема, відбилося на формі його носа. Про всяк випадок батько майбутньої дитини запрошує до дружини сільського доктора Слопа. Поки відбувалися пологи, троє чоловіків — батько Шенді Вільям, дядько Тобі і доктор сидять унизу біля каміна і міркують на найрізноманітніші теми. Полишаючи джентльменів розмовляти, оповідач повертається до опису дивацтв сімейства. Батько Трістрама дотримувався надзвичайних і ексцентричних поглядів. Наприклад, відчував пристрасть до деяких християнських імен, відкидаючи усі інші. Особливо ненависним для нього було ім'я Трістрам. Перейнявшись майбутнім народженням сина, він уважно вивчив літературу про пологи і переконався в тому, що за природного народження страждає мозок дитини. Рішення він бачить у кесаревому розтині, наводячи як приклад Юлія Цезаря, Сципіона Африканського і інших видатних діячів. Дружина його, проте, дотримувалася іншої думки.
Доктор Слоп послав слугу за медичними інструментами, але той боявся їх розгубити по дорозі, тому дуже міцно зав'язав мішок. Коли інструменти знадобилися й мішок розв'язали, в метушні акушерські щипці були накладені на руку дядька Тобі, а його брат зрадів, що їх наклали не на голівку дитини.
Відволікаючись від опису свого важкого народження, Шенді повертається до дядечка Тобі й укріплень, зведених разом з капралом у селі. Гуляючи з подружкою і показуючи їй ці чудові споруди, Трім оступився і, потягнувши за собою Бригітту, всією вагою впав на підйомний міст, який зараз же розвалився на шматки. Цілими днями дядечко розмірковував над конструкцією нового моста. І коли Трім увійшов до кімнати й сказав, що доктор Слоп зайнятий на кухні виготовленням мосту, дядькові Тобі здалося, що мова йде про зруйнований військовий об'єкт. Вільям Шенді дуже засмутився, коли з'ясувалося, що це «міст» для носа новонародженого, якого доктор розплющив своїми інструментами. 
Далі Шенді розмірковує про розміри носів, оскільки в їх сімействі протягом трьох поколінь вірили у перевагу довгих носів над короткими. Батько Шенді читає класків, які згадують про носи. Тут же наводиться перекладена ним повість вченого Гафена Слокенбергія. У ній розповідається про те, як в Страсбург одного разу прибув на мулі незнайомець, який вразив всіх розмірами свого носа. Городяни сперечалися про те, з чого він зроблений, і прагнули доторкнутися до нього. Незнайомець повідомляв, що побував на Мисі Носів і дістав там одного з найвидатніших примірників, які будь-коли здобувала людина. Коли ж гамір затих і всі полягали спати, цариця Меб взяла ніс чужоземця і розділила його на всіх жителів Страсбурга, в результаті чого Ельзас і став володінням Франції.
Сімейство Шенді, з огляду на погане здоров'я дитини, поспішила її охрестити. Батько вибирає для нього ім'я Трісмегіст. Але служниця, що несла дитину до священика, забула таке важке слово, і дитину помилково називають Трістрамом. Батько в невимовному горі: як відомо, це ім'я він особливо ненавидів. Разом з братом і священиком він їде до такого собі Дідія, авторитета в області церковного права, щоб порадитися, чи не можна змінити ситуацію. Священнослужителі сперечаються між собою, але зрештою доходять висновку, що це неможливо.
Герой отримує лист про смерть свого старшого брата Боббі. Він розмірковує про те, як переживали смерть своїх дітей різні історичні особистості. Коли Марк Туллій Цицерон втратив дочку, він гірко оплакував її, але, занурюючись у світ філософії, розумів, скільки прекрасних речей можна сказати з приводу смерті, тому вона принесла йому радість. Батько Шенді теж був схильний до філософії та красномовства, й втішав себе цим.
Священик Йорик, друг сім'ї, який давно служив у цій місцевості, відвідує батька Шенді, який скаржиться, що Трістраму важко дається виконання релігійних обрядів. Вони обговорюють питання про основи стосунків між батьком і сином. Згідно з ними батько набуває права і влади над сином. 
Дядько Тобі рекомендує в гувернери молодого Лефевра і розповідає його історію. Одного вечора дядько Тобі сидів за вечерею, як раптом до кімнати зайшов господар сільського готелю. Він попросив склянку вина для одного бідного джентльмена, лейтенанта Лефевра, який занедужав кілька днів тому. З Лефевром був син років одинадцяти-дванадцяти. Дядько Тобі вирішив відвідати джентльмена і дізнався, що той служив з ним в одному полку. Коли Лефевр помер, дядько Тобі поховав його з військовими почестями і взяв хлопчика за сина. Він віддав його до школи, а потім, коли молодий Лефевр попросив дозволу піти на війну з турками, вручив йому шпагу свого батька і тепло розлучився з ним. Лефевра стали переслідувати невдачі, він втратив і здоров'я, і службу — все, окрім шпаги, і повернувся до дядька Тобі. Це сталося якраз тоді, коли Трістраму шукали наставника.
Оповідач знову повертається до дядька Тобі і розповідає про те, як дядько, який усе життя боявся жінок — почасти через свого поранення, — закохався у вдову місіс Водмен.
Трістрам Шенді йде у подорож на континент, по дорозі з Дувра в Кале його мучить морська хвороба. Описуючи пам'ятки Кале, він називає місто «ключем обох королівств». Далі його шлях іде через Булонь і Монтрей. І якщо в Булоні ніщо не привертає уваги мандрівника, то єдиною пам'яткою Монтрея виявляється дочка власника заїзду. Нарешті Шенді прибуває в Париж і на портику Лувра читає напис: 
|  | Немає на землі подібних нам! – і у кого Є, як у нас, Париж? – Ей-лі, ей-ля, го-го! |

Розмірковуючи про те, де швидше їздять — у Франції чи в Англії, він не може втриматися, щоб не розповісти анекдот про те, як абатиса Андуйєтська і юна послушниця Маргарита подорожували на води, втративши по дорозі погонича мулів.
Проїхавши кілька міст, Шенді потрапляє в Ліон, де збирається оглянути механізм баштового годинника і відвідати Велику бібліотеку єзуїтів, щоб ознайомитися з тридцятитомною історією Китаю, визнаючи при цьому, що однаково нічого не розуміє ані в годинникових механізмах, ані в китайській мові. Його увагу також привертає гробниця двох коханців, розлучених жорстокими батьками. Амандус узятий в полон турками і відвезений до палацу марокканського імператора, де в нього закохується принцеса і запроторює його на двадцять років до в'язниці за любов до Аманди. Аманда ж у цей час, боса і з розпущеним волоссям, мандрує по горах, розшукуючи Амандуса. Але одного разу вночі вони випадково зустрічаються біля воріт Ліона. Вони кидаються один одному в обійми і падають мертвими від радості. Коли ж Шенді, якого розчулила ця історія, дістається до їх гробниці, виявляється, що її вже не існує.
Шенді, бажаючи занотувати останні перипетії свого вояжу, лізе в кишеню камзола за нотатником і виявляє, що його вкрадено. Голосно волаючи до всіх навколо, він порівнює себе з Санчо Пансою, який кричав, коли втратив збрую віслюка. Нарешті розірвані замітки виявляються на голові дружини каретника у вигляді папільйоток.
Проїжджаючи через Ланґедок, Шенді переконується в невимушеності місцевих жителів. Селяни запрошують його в свою компанію. Розважившись, він бере перо, щоб повернутися до опису до любовних пригод дядька Тобі. Далі йде докладний опис прийомів, за допомогою яких вдова Водмен підкорює нарешті його серце. Батько Шенді, який користувався славою знавця жінок, пише повчальне лист братові про природу жіночої статі, а капрал Трім розповідає господареві про роман свого брата з вдовою єврея-ковбасника. Роман закінчується жвавою розмовою про вола слуги Обадія, і на питання матері Шенді, про те, що за історію вони розповідають, Йорик відповідає, що про Білого Вола, і  що це одна з найкращих історій, які йому доводилося чути.

## Опис
У романі описана історія життя головного героя, Трістрама Шенді, від передісторії його народження (з першого по третій томи) і до 5-річного віку в кінці дев'ятого тому. Текст постійно переривається численними ліричними відступами, бесідами з читачем, сторонніми історіями, розповідями про життя родичів головного героя, які перетворюють книгу в химерну суміш іронічних і драматичних сцен, яскраво окреслених характерів, сатиричних випадів і дотепних висловів. Це, а також широке використання особливого візуального оформлення книжки, дає підстави вважати роман одним з перших творів експериментальної літератури, наприклад, антироманом. Завдяки широкій освіченості Стерна у романі багато асоціацій з літературними і науковими творами того часу, в першу чергу — з працею Джона Лока «Розвідка про людське розуміння» («An Essay Concerning Human Understanding»). 
Бальзак, який був великим шанувальником творчості Стерна, до свого роману «Шагренева шкіра» поставив своєрідний епіграф — звивиста горизонтальна чорна лінія, а під нею посилання на главу роману англійського письменника. Таку саму лінію, але вертикальну, задумливо креслив вістрям палиці герой роману Трім, виражаючи таким чином точку зору на людське життя.

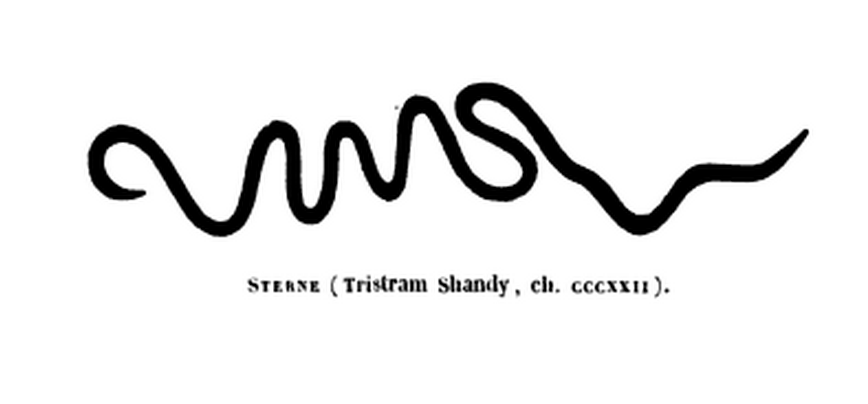
Епіграф Оноре де Бальзака до роману "Шагренева шкіра"

## Публікація
Роман опубліковано в дев'яти томах:
| Порядковий номер тому | Рік першої публікації |
| --------------------- | --------------------- |
| 1                     | 1759                  |
| 2                     | 1759                  |
| 3                     | 1761                  |
| 4                     | 1761                  |
| 5                     | 1762                  |
| 6                     | 1762                  |
| 7                     | 1765                  |
| 8                     | 1765                  |
| 9                     | 1767                  |

## Видання українською мовою
- Стерн Л. Трістрам Шенді / [пер. В. С. Бойко]. — Х. : Фоліо, 2014. — 640 с.[1][7]

## Ілюстрації Джорджа Крукшенка

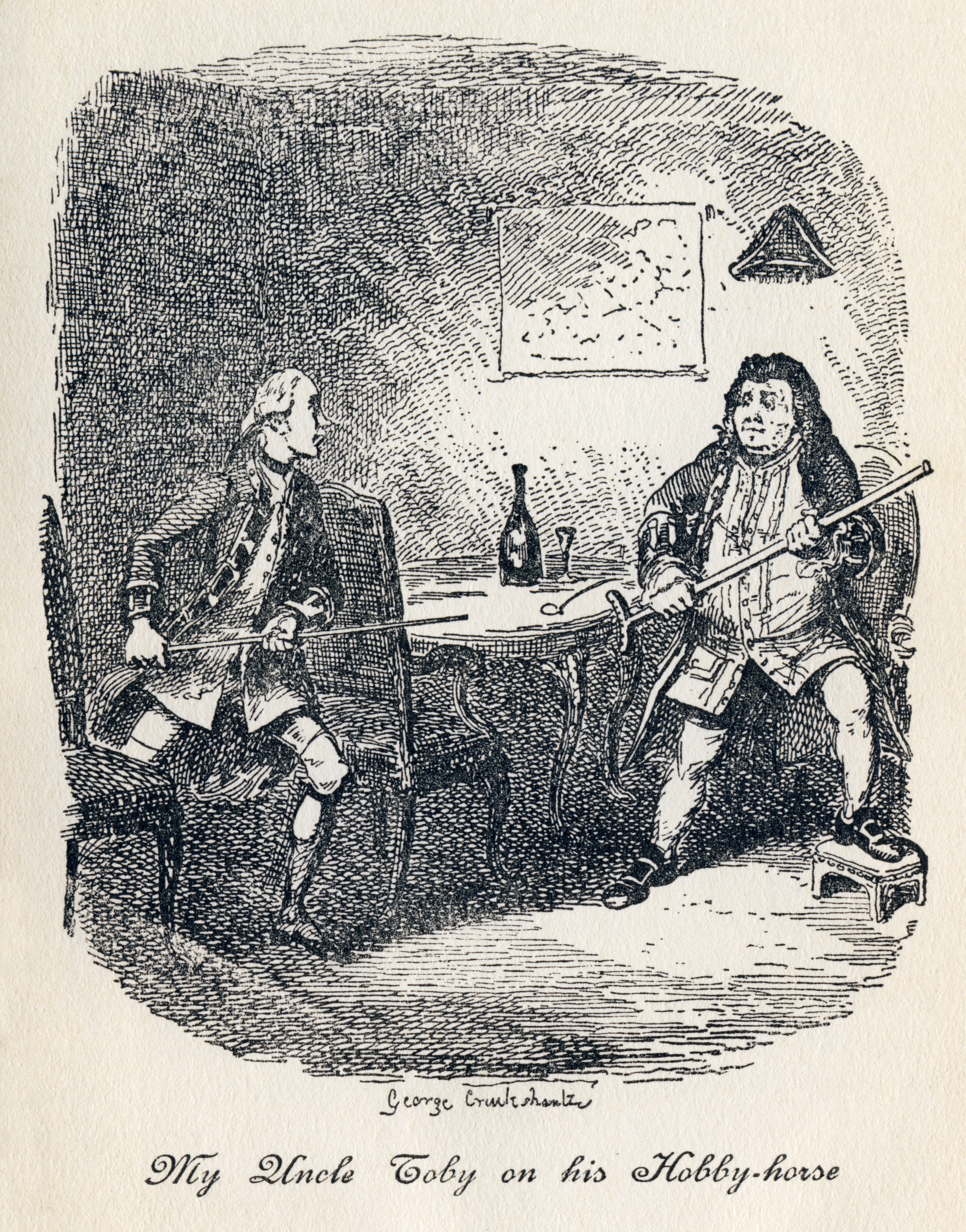
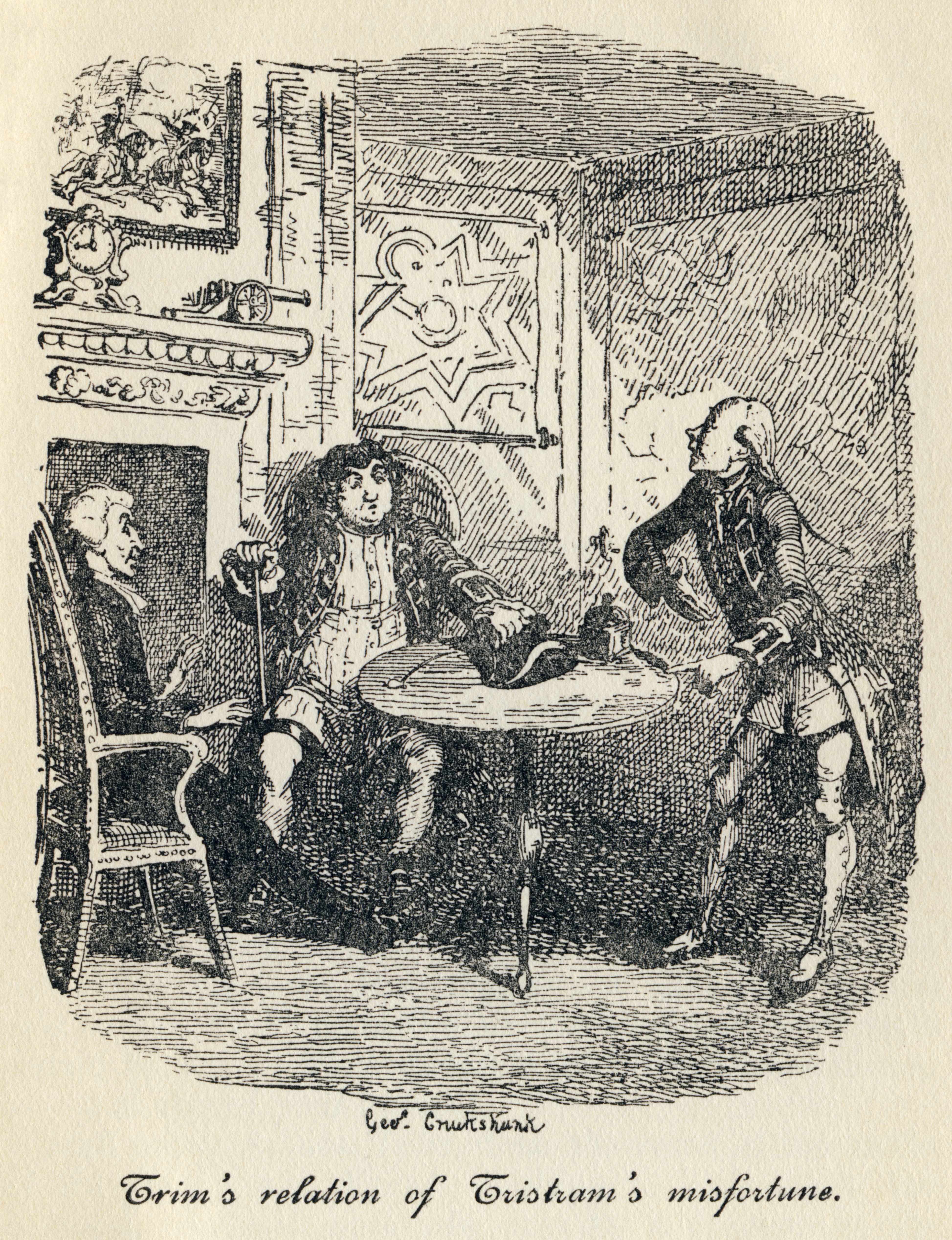
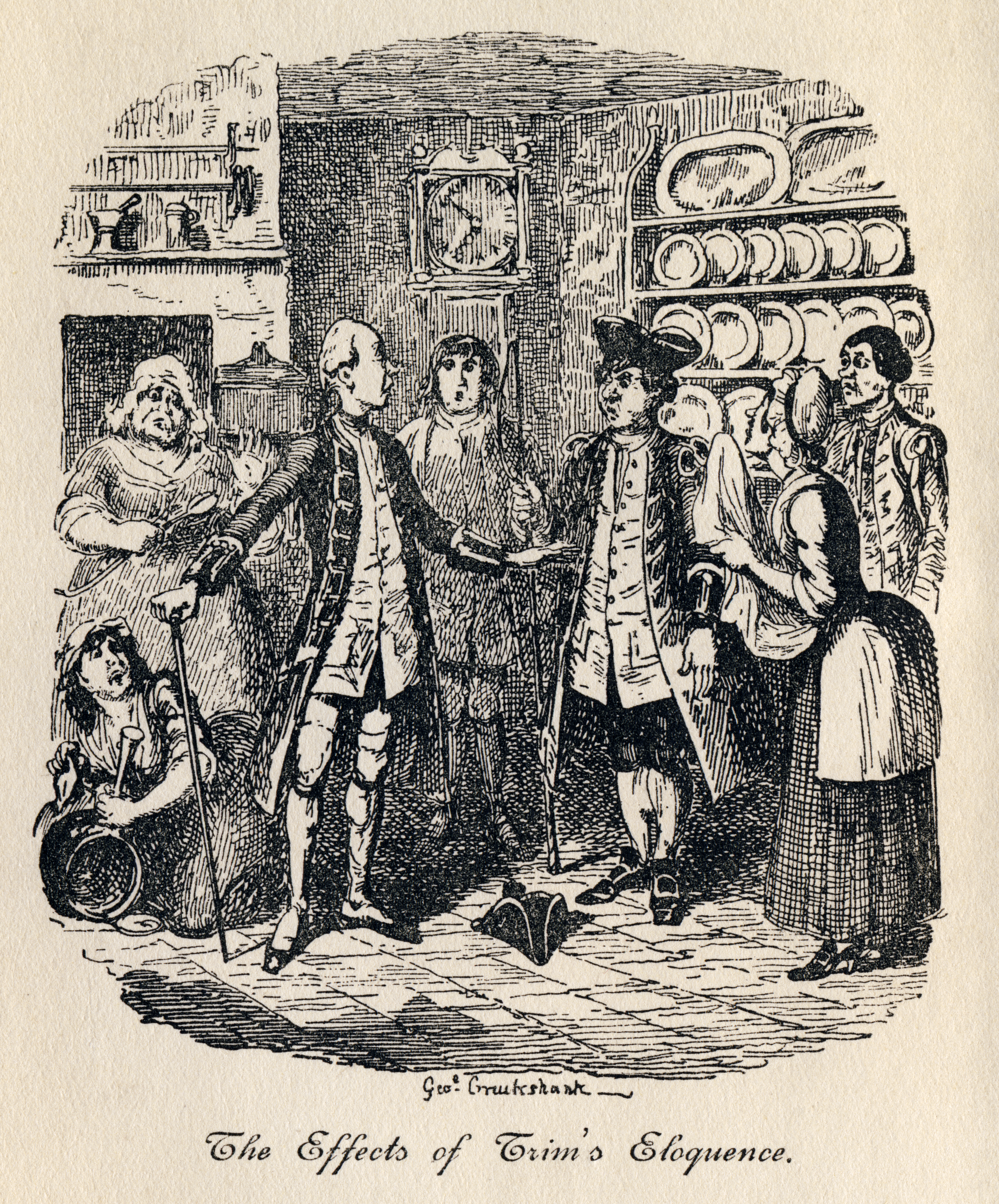
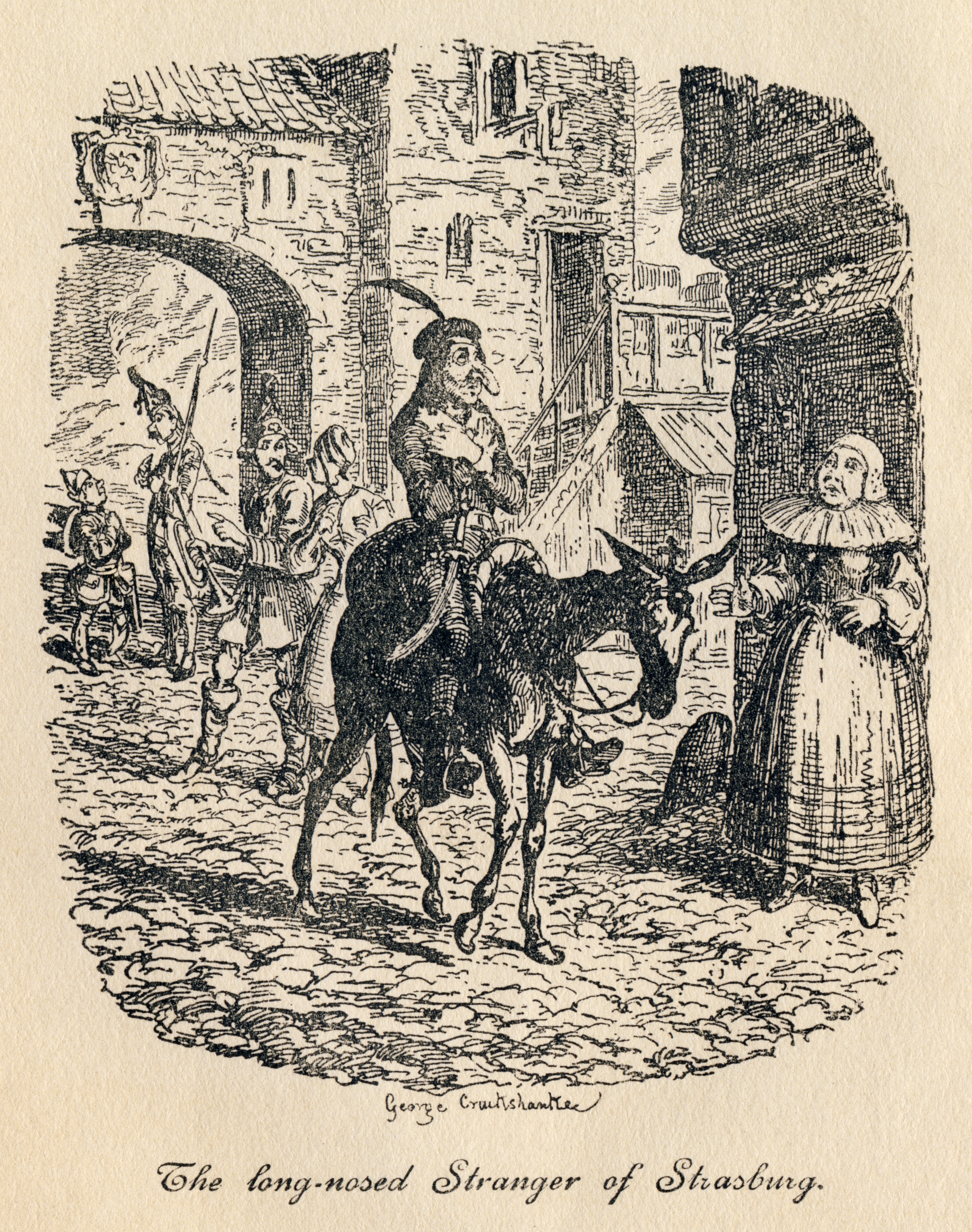
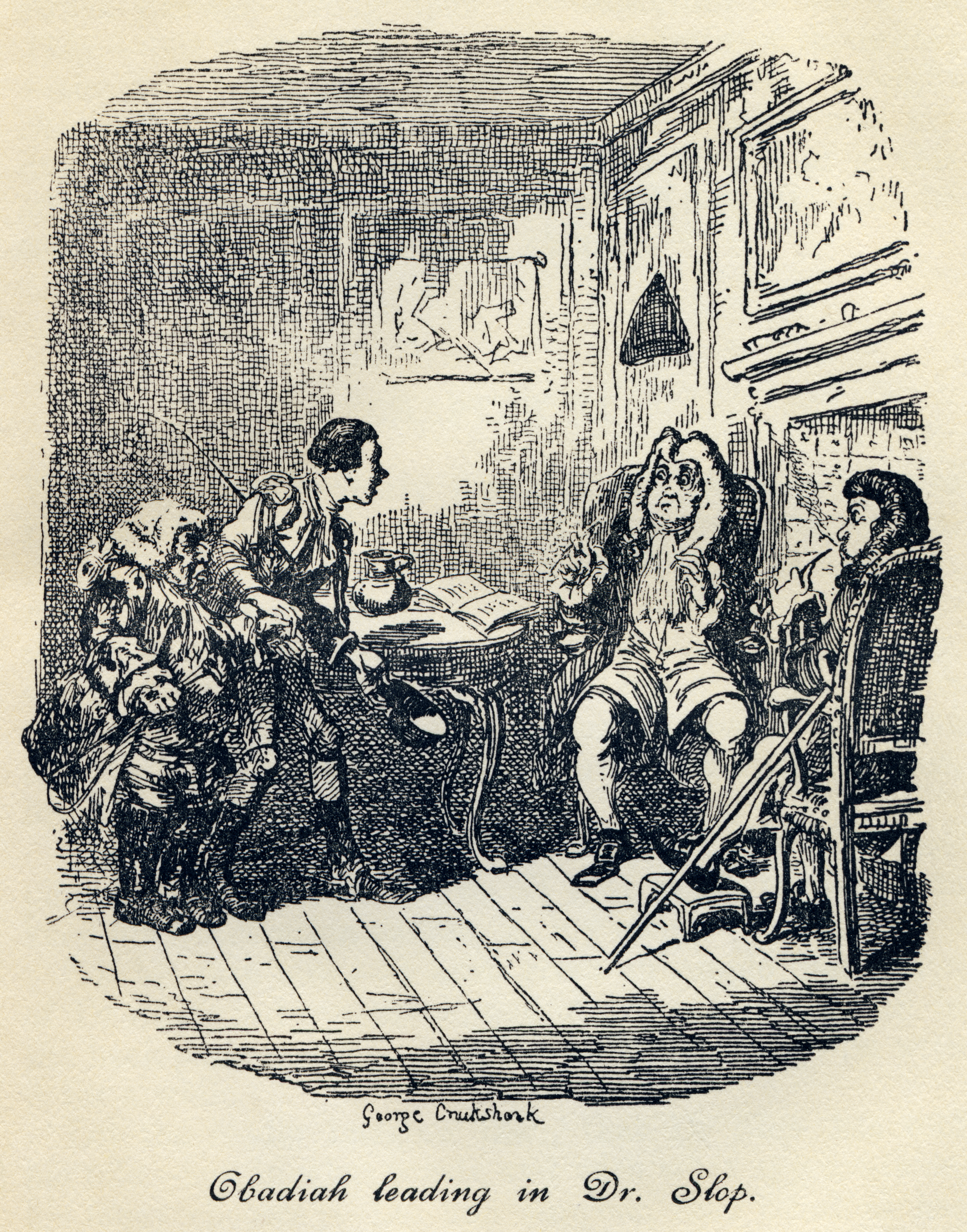
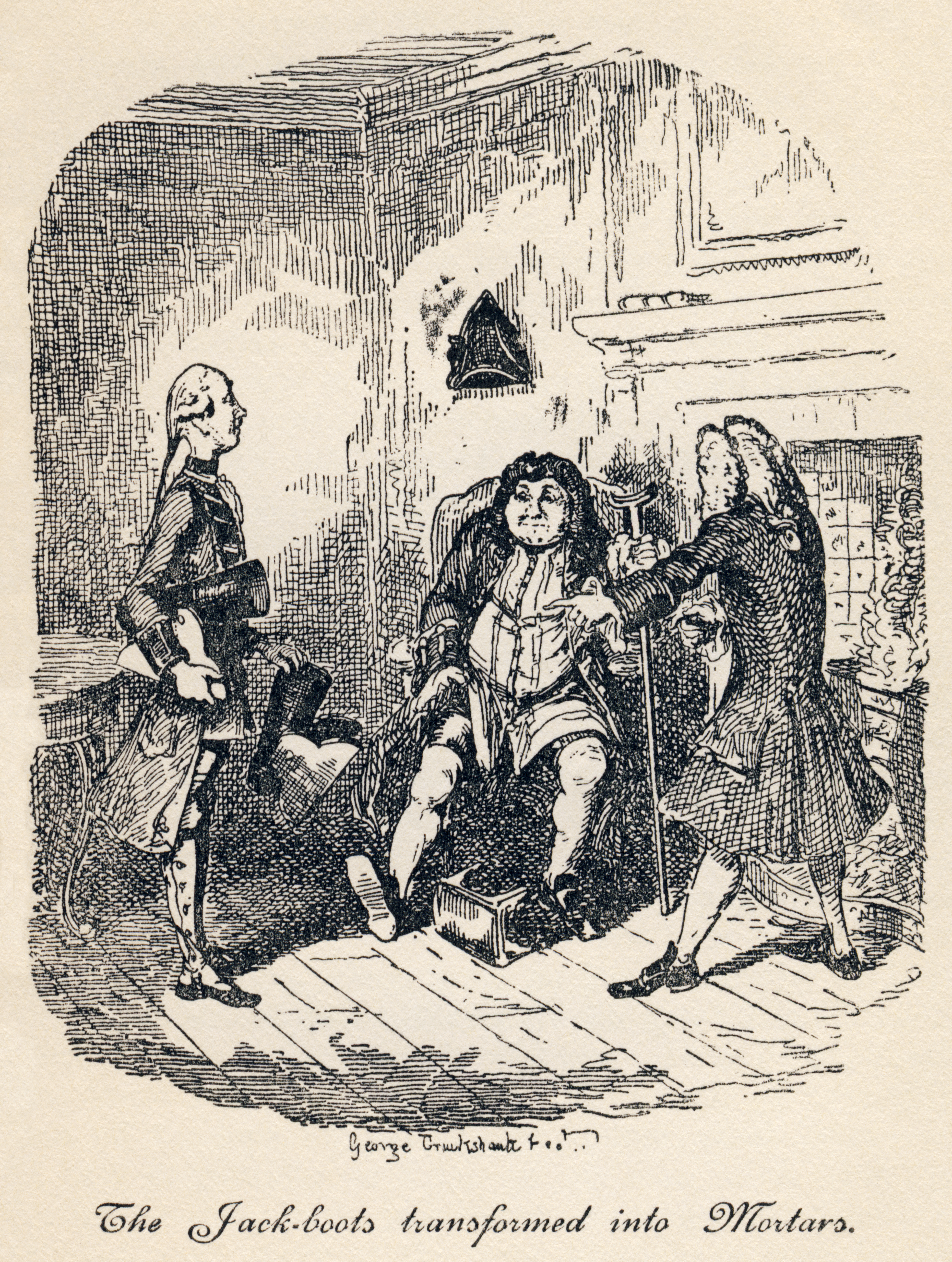
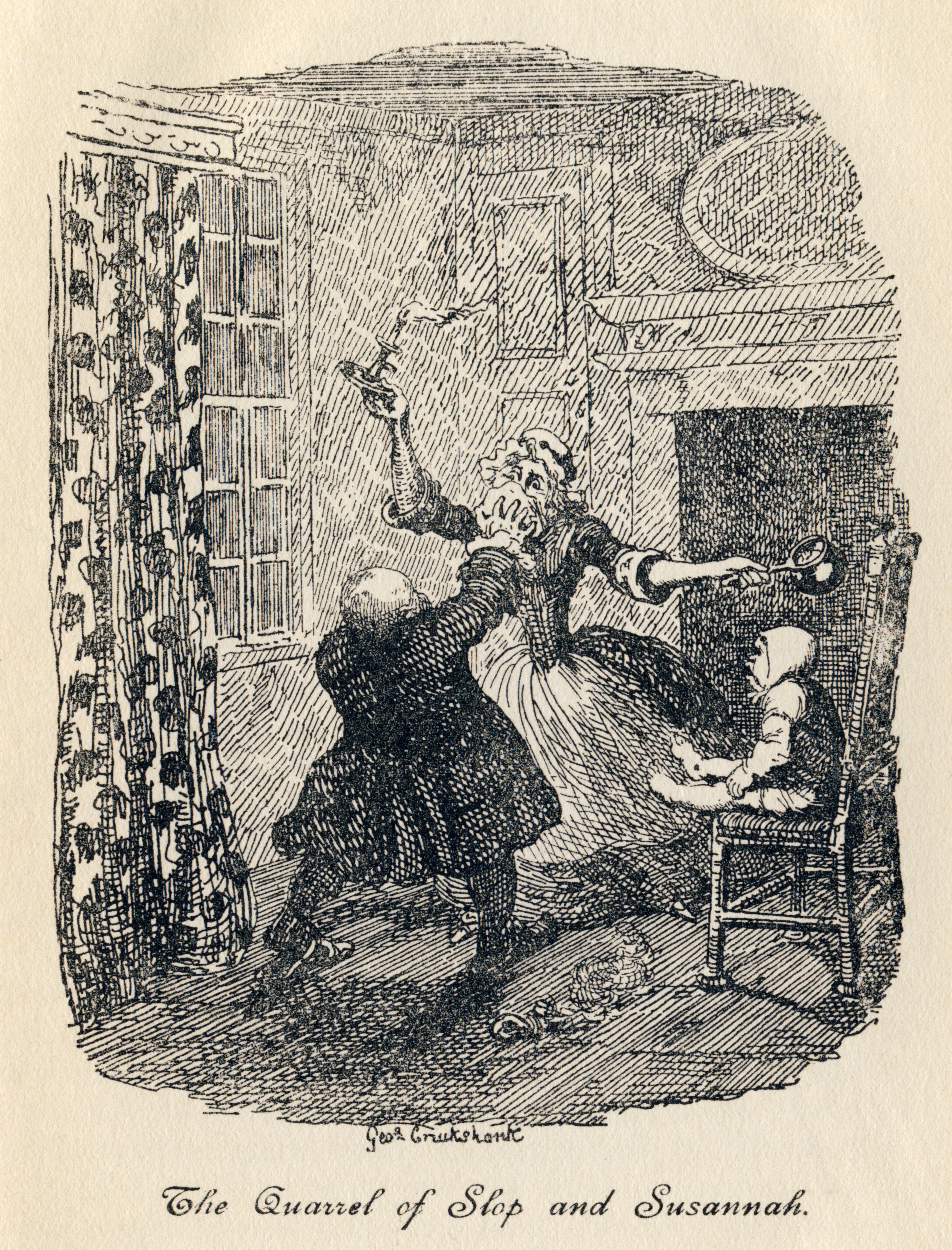
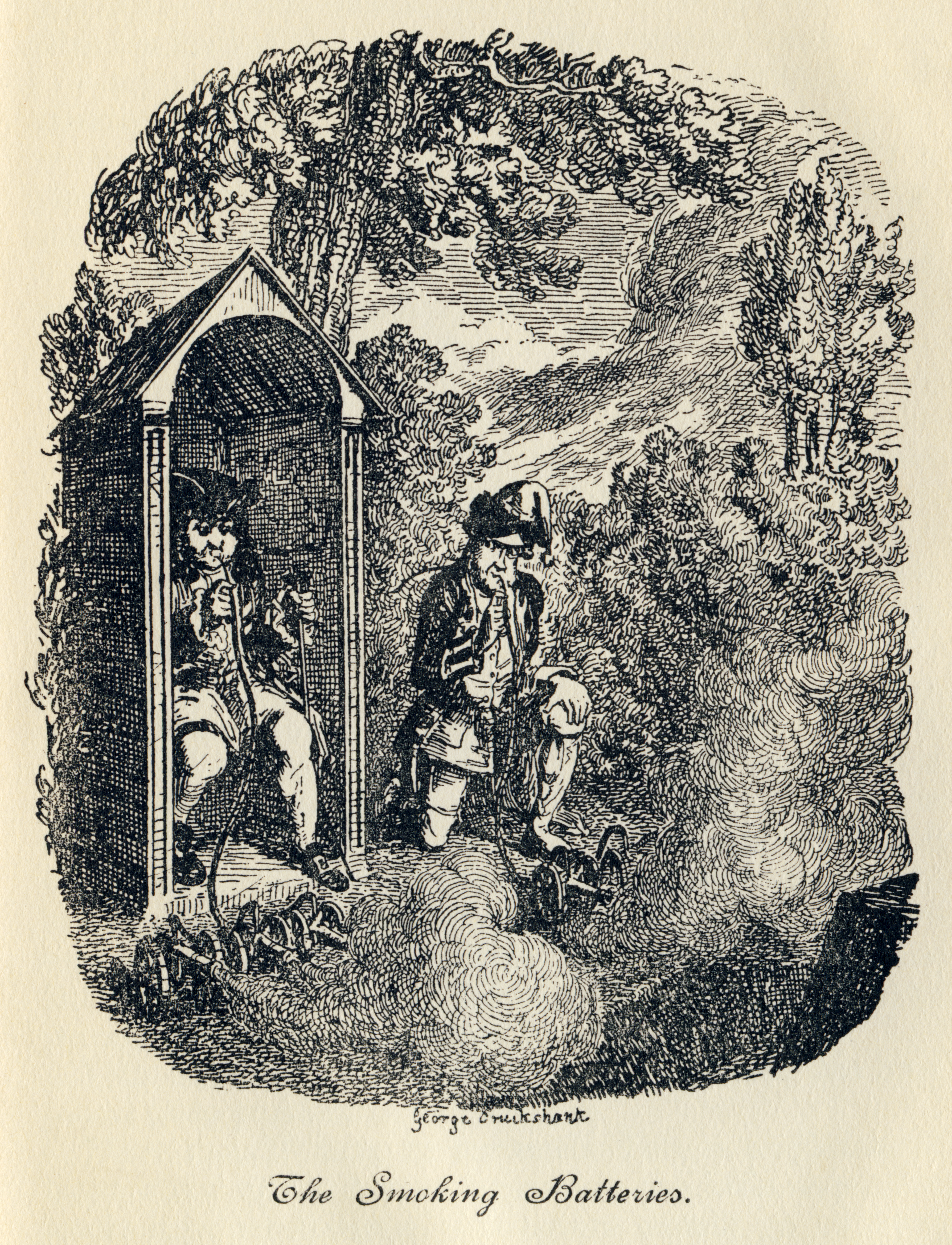